# Вероне
Вероне (итал. Verrone) је насеље у Италији у округу Бијела, региону Пијемонт.
Према процени из 2011. у насељу је живело 1167 становника. Насеље се налази на надморској висини од 283 м.

## Становништво
| 1936. | 1951. | 1961. | 1971. | 1981. | 1991. | 2001. | 2011. |
| ----- | ----- | ----- | ----- | ----- | ----- | ----- | ----- |
| 373   | 400   | 405   | 728   | 1.003 | 1.133 | 1.134 | 1.253 |